# Snowboard aux Jeux olympiques de 2022
Navigation
Pyeongchang 2018 Milan-Cortina 2026
Les épreuves de snowboard aux Jeux olympiques d'hiver de 2022 ont lieu en Chine du 5 au 15 février 2022 au Parc de neige de Genting (Zhangjiakou) et au parc Big Air de Shougang (Pékin). Il s'agit de la 7e apparition du snowboard aux Jeux olympiques.
À l'occasion de ces Jeux, une nouvelle épreuve de cross par équipes mixtes est introduite.

## Qualifications
Au total, 238 athlètes peuvent se qualifier pour participer aux épreuves de snowboard (119 hommes et 119 femmes). Une nation peut inscrire un maximum de 26 athlètes dans toutes les épreuves, avec un maximum de 14 par sexe.
Un quota de huit places (une par épreuve) est réservé à la nation hôte. Un minimum de points FIS est requis par athlète, ainsi qu'un classement parmi les 30 premiers à une épreuve de Coupe du monde pendant la période de qualification (1er juillet 2019 ou 2020 en slalom géant parallèle, jusqu'au 16 janvier 2022) ou aux championnats du monde de snowboard 2021.

## Calendrier
| Heure | Horaire local de l'épreuve (UTC +8) Heure de Paris (UTC +1) |

| Épreuves ou évènements | Épreuves ou évènements | Journées de compétition | Journées de compétition | Journées de compétition | Journées de compétition | Journées de compétition | Journées de compétition | Journées de compétition | Journées de compétition | Journées de compétition | Journées de compétition | Journées de compétition |
| Épreuves ou évènements | Épreuves ou évènements | S                       | D                       | L                       | M                       | M                       | J                       | V                       | S                       | D                       | L                       | M                       |
| Épreuves ou évènements | Épreuves ou évènements | 5                       | 6                       | 7                       | 8                       | 9                       | 10                      | 11                      | 12                      | 13                      | 14                      | 15                      |
| Épreuves ou évènements | Épreuves ou évènements | Février 2022            |                         |                         |                         |                         |                         |                         |                         |                         |                         |                         |
|                        |                        |                         |                         |                         |                         |                         |                         |                         |                         |                         |                         |                         |
| Hommes                 |                        |                         |                         |                         |                         |                         |                         |                         |                         |                         |                         |                         |
| Slalom géant parallèle |                        |                         |                         | 10:40 03:40             |                         |                         |                         |                         |                         |                         |                         |                         |
| Half-Pipe              |                        |                         |                         |                         | 12:30 05:30             |                         | 09:30 02:30             |                         |                         |                         |                         |                         |
| Cross                  |                        |                         |                         |                         |                         | 11:15 04:15             |                         |                         |                         |                         |                         |                         |
| Slopestyle             |                        | 12:30 05:30             | 12:00 05:00             |                         |                         |                         |                         |                         |                         |                         |                         |                         |
| Big air                |                        |                         |                         |                         |                         |                         |                         |                         |                         | 13:30 06:30             | 13:00 06:00             |                         |
|                        |                        |                         |                         |                         |                         |                         |                         |                         |                         |                         |                         |                         |
| Femmes                 |                        |                         |                         |                         |                         |                         |                         |                         |                         |                         |                         |                         |
| Slalom géant parallèle |                        |                         |                         | 10:40 03:40             |                         |                         |                         |                         |                         |                         |                         |                         |
| Half-Pipe              |                        |                         |                         |                         | 09:30 02:30             | 09:30 02:30             |                         |                         |                         |                         |                         |                         |
| Cross                  |                        |                         |                         |                         | 11:00 04:00             |                         |                         |                         |                         |                         |                         |                         |
| Slopestyle             | 10:45 03:45            | 09:30 02:30             |                         |                         |                         |                         |                         |                         |                         |                         |                         |                         |
| Big air                |                        |                         |                         |                         |                         |                         |                         |                         |                         | 09:30 02:30             | 09:30 02:30             |                         |
|                        |                        |                         |                         |                         |                         |                         |                         |                         |                         |                         |                         |                         |
| Mixtes                 |                        |                         |                         |                         |                         |                         |                         |                         |                         |                         |                         |                         |
| Cross en équipe        |                        |                         |                         |                         |                         |                         |                         | 10:00 03:00             |                         |                         |                         |                         |

## Résultats

### Hommes
| Épreuves                                   | Or                        | Or                        | Argent              | Argent              | Bronze               | Bronze              |
| ------------------------------------------ | ------------------------- | ------------------------- | ------------------- | ------------------- | -------------------- | ------------------- |
| Slalom géant parallèle résultats détaillés | Benjamin Karl (AUT)       | Benjamin Karl (AUT)       | Tim Mastnak (SLO)   | Tim Mastnak (SLO)   | Vic Wild (ROC)       | Vic Wild (ROC)      |
| Half-pipe résultats détaillés              | Ayumu Hirano (JAP)        | 96,00 pts                 | Scotty James (AUS)  | 92,50 pts           | Jan Scherrer (SUI)   | 87,25 pts           |
| Cross résultats détaillés                  | Alessandro Hämmerle (AUT) | Alessandro Hämmerle (AUT) | Éliot Grondin (CAN) | Éliot Grondin (CAN) | Omar Visintin (ITA)  | Omar Visintin (ITA) |
| Slopestyle résultats détaillés             | Maxence Parrot (CAN)      | 90,96 pts                 | Su Yiming (CHN)     | 88,70 pts           | Mark McMorris (CAN)  | 88,53 pts           |
| Big air résultats détaillés                | Su Yiming (CHN)           | 182,50 pts                | Mons Røisland (NOR) | 171,75 pts          | Maxence Parrot (CAN) | 170,25 pts          |

### Femmes
| Épreuves                                   | Or                         | Or                       | Argent                     | Argent                | Bronze               | Bronze               |
| ------------------------------------------ | -------------------------- | ------------------------ | -------------------------- | --------------------- | -------------------- | -------------------- |
| Slalom géant parallèle résultats détaillés | Ester Ledecká (CZE)        | Ester Ledecká (CZE)      | Daniela Ulbing (AUT)       | Daniela Ulbing (AUT)  | Glorija Kotnik (SLO) | Glorija Kotnik (SLO) |
| Half-pipe résultats détaillés              | Chloe Kim (USA)            | 94,00                    | Queralt Castellet (ESP)    | 90,25                 | Sena Tomita (JAP)    | 88,25                |
| Cross résultats détaillés                  | Lindsey Jacobellis (USA)   | Lindsey Jacobellis (USA) | Chloé Trespeuch (FRA)      | Chloé Trespeuch (FRA) | Meryeta O'Dine (CAN) | Meryeta O'Dine (CAN) |
| Slopestyle résultats détaillés             | Zoi Sadowski-Synnott (NZL) | 92,88                    | Julia Marino (USA)         | 87,68                 | Tess Coady (AUS)     | 84,15                |
| Big air résultats détaillés                | Anna Gasser (AUT)          | 185,50 pts]              | Zoi Sadowski-Synnott (NZL) | 177,00                | Kokomo Murase (JAP)  | 171,50 pts           |

### Mixtes
| Épreuves                                  | Or                                                 | Or                                                 | Argent                                 | Argent                                 | Bronze                                  | Bronze                                  |
| ----------------------------------------- | -------------------------------------------------- | -------------------------------------------------- | -------------------------------------- | -------------------------------------- | --------------------------------------- | --------------------------------------- |
| Cross en équipe mixte résultats détaillés | États-Unis - Nick Baumgartner - Lindsey Jacobellis | États-Unis - Nick Baumgartner - Lindsey Jacobellis | Italie- Omar Visintin - Michela Moioli | Italie- Omar Visintin - Michela Moioli | Canada - Éliot Grondin - Meryeta O'Dine | Canada - Éliot Grondin - Meryeta O'Dine |

## Tableau des médailles
- Pays organisateur (Chine)

| Rang  | Nation           | Or | Argent | Bronze | Total |
| ----- | ---------------- | -- | ------ | ------ | ----- |
| 1     | Autriche         | 3  | 1      | 0      | 4     |
| 1     | États-Unis       | 3  | 1      | 0      | 4     |
| 3     | Canada           | 1  | 1      | 4      | 6     |
| 4     | Chine            | 1  | 1      | 0      | 2     |
| 4     | Nouvelle-Zélande | 1  | 1      | 0      | 2     |
| 6     | Japon            | 1  | 0      | 2      | 3     |
| 7     | Tchéquie         | 1  | 0      | 0      | 1     |
| 8     | Australie        | 0  | 1      | 1      | 2     |
| 8     | Italie           | 0  | 1      | 1      | 2     |
| 8     | Slovénie         | 0  | 1      | 1      | 2     |
| 11    | Espagne          | 0  | 1      | 0      | 1     |
| 11    | France           | 0  | 1      | 0      | 1     |
| 11    | Norvège          | 0  | 1      | 0      | 1     |
| 14    | ROC              | 0  | 0      | 1      | 1     |
| 14    | Suisse           | 0  | 0      | 1      | 1     |
| Total | Total            | 11 | 11     | 11     | 33    |